# Osttiroler Bote
Der Osttiroler Bote ist eine österreichische Regionalzeitung. Die Zeitung, deren Logo das Gipfelkreuz des Großglockners ziert, deckt 95 % der Osttiroler Haushalte ab. Damit ist sie österreichweit die erfolgreichste Kaufzeitung im möglichen Verbreitungsgebiet.

## Geschichte
Nach dem Zweiten Weltkrieg waren Osttirol und Kärnten Teil der britischen Besatzungszone. Es gab damals große Probleme mit der Lebensmittelversorgung. Aus diesem Grund suchte der Obmann der Bezirksbauernkammer und Kammer für Ernährung Franz Kranebitter nach einer Möglichkeit, die Bevölkerung anzusprechen und zu informieren. Daraus wurde die Idee geboren, eine Bezirkszeitung herauszubringen.
Verantwortlich für die Schriftleitung waren der Bürgermeister von Gaimberg Siegmund Rainer (bis 1956 Obmann des Pressekomitees) und Sr. Elsbeth Obererlacher vom Dominikanerinnenkloster. Am 10. Januar 1946 wurde der erste Osttiroler Bote in der Lienzer Firma J.G. Mahl gedruckt.
Zum Symbol wurde ein halber Tiroler Adler, der sich auf dem Zeitungskopf befand. Dieser sollte das zerrissene Tirol symbolisieren und stand außerdem für das Bestreben, Südtirol wieder mit Tirol zu vereinen. Damit war der zuständige britische Offizier nicht einverstanden. Für ihn war dies eine unzulässige Form von Politik und er drohte mit Lizenzentzug und dem Stopp der Papierzuteilung. Daher zierten ab der vierten Ausgabe Berge und eine Almhütte die Kopfzeile.
Auf Grund von Papiermangel konnten die ersten acht Ausgaben nur alle zwei Wochen ausgegeben werden. Der Osttiroler Bote konnte um 15 Groschen erworben werden und hatte im ersten Jahr eine Durchschnittsauflage von 3.500 Stück. Ab April 1946 wurde der „Bote“ wöchentlich veröffentlicht.
Die ersten Inserate erschienen in der dritten Ausgabe. Sportberichte konnte man in Ausgabe Nr. 14 lesen. Die Osttiroler Heimatblätter wurden erstmals in Nr. 20 abgedruckt.
Die „Heimatblätter“ sind eine monatliche Sonderbeilage des Osttiroler Boten. Die Initiative für diese Heimatkunde ging von Kooperator Karl Maister und der Ordensschwester Obererlacher im Jahr 1923 aus. Hermann Wopfner gilt aber als der eigentliche Begründer. Zwischen 1936 und Juli 1946 wurde die Ausgabe eingestellt.
Verwaltet wurde die Zeitung von der Buchdruckerei J.G. Mahl. Der Osttiroler Bote übersiedelte 1966 in die Arbeitsräume im Haus von Direktor Ernst Falkner. Schlussendlich kaufte die Zeitung das heutige Haus in der Schweizergasse.

## Weiterentwicklung
Der Osttiroler Bote wurde von der Bevölkerung von Anfang an gut angenommen. Peter Duregger wurde im dritten Jahr Chefredakteur und war jahrzehntelang in dieser Funktion für den Osttiroler Boten tätig. Nach 42 Jahren ging die Redaktionsleitung 1990 an Robert Hatzer über. Dieser modernisierte die Zeitung, änderte ihre Struktur und passte sie außerdem an die geänderten Konsumgewohnheiten an.
Von der Gründung bis 1968 war Josef Totschnig als Verwalter tätig. Sein Nachfolger wurde Erwin Santer, der dem „Boten“ mit Inseraten ein wirtschaftliches Standbein sicherte. Seit 1992 ist Karl Libiseller für die wirtschaftliche Leitung zuständig.
Mit dem Vierfarbdruck wurde im Jahr 1992 begonnen. Die Firma Oberdruck bot neue Produktionsmöglichkeiten. Die Zeitung wurde bunter und konnte von nun an jeden Donnerstag ausgeliefert werden. Dadurch wurde auch die Auflage deutlich gesteigert.
Es folgte die Neuordnung des Anzeigenteils, Veranstaltungs- und Glückwunschanzeigen bekamen einen fixen Platz, außerdem wurden Sonderthemen und -berichte eingeführt. All dies brachte der Zeitung noch mehr Aufschwung.
Das Verlagsgebäude wurde 1995/96 vergrößert. Des Weiteren wurden fünf Mitarbeiter eingestellt, die sich um den Satz und das Layout des Osttiroler Boten kümmern. Somit nahm die Zeitung auch die Gestaltung selbst in die Hand.
1997 wurde die Zeitung in die Osttiroler Bote Medienunternehmen Ges.m.b.H. (Eigentum der Osttiroler Bote Privatstiftung) eingebracht. Der Stiftungsvorstand bestand aus den folgenden drei Personen: Werner Hofer (Steuerberatung Werner Hofer GmbH), Alfred Greil und dem Vorsitzenden Friedrich Schneeberger (Bezirkslandwirtschaftskammer). Alfred Greil wurde inzwischen durch Martin Mayerl (Bezirksbauernbundobmann, ÖVP) abgelöst.
Das alte Verlagshaus wurde 1999 und 2000 saniert und um zwei Etagen aufgestockt.

## Die Entwicklung des Osttiroler Boten
Mittlerweile ist der Osttiroler Bote mehr als eine Zeitung.
Ende Januar 1997 schaffte die Zeitung in Kooperation mit der Online-Firma Permedia ein Internetportal, um die Geschehnisse in Osttirol verfolgen zu können. Das Portal machte es möglich, Artikel des Osttiroler Boten online zu lesen. Im Dezember 2005 folgte eine Neugestaltung der Website.
Der „Bote“ ermöglichte auch das Osttiroler Bezirksradio „Radio Osttirol“, das eine Tagesreichweite von 26 % vorweisen kann. Mit eigenen Investoren kümmerte sich die Zeitung um die Finanzierung des Projekts. Geführt wird „Radio Osttirol“ von einer eigenen GmbH. An dieser ist der Osttiroler Bote zu 91 % beteiligt.
Zum Jahresstart 1999 brachte die Zeitung den „Oberkärnter Volltreffer“, ein Wochenblatt, mit einer Startauflage von 17.000 Stück heraus. Somit wurde der Osttiroler Bote auch in Oberkärnten aktiv und dies hatte zur Folge, dass sich das Verbreitungsgebiet des Anzeigenteils um 150 % erweiterte. Dies steigerte auch die Attraktivität und Werbewirksamkeit des „Boten“. Der Volltreffer wird im Möll-, Drau-, Gail-, Gitsch- und Lesachtal, am Weißensee und in den Städten Spittal und Hermagor gelesen und hat mittlerweile eine Auflage von 27.800 Stück. Auf den „Oberkärntner Volltreffer“ folgte 2006 der „Pustertaler Volltreffer“. Mit dieser Neuerung konnte das Verbreitungsgebiet auf das Südtiroler Pustertal bis Bruneck ausgedehnt werden. Eigene Redaktionen kümmern sich um die lokale Berichterstattung der beiden Medien. Der Anzeigenteil der „Volltreffer“ und jener des Osttiroler Boten sind allerdings identisch.
Der Osttiroler Bote bietet auch ein zusätzliches Grafikangebot an. Das verlagseigene Satzstudio „OB-Grafik“ druckt unter anderem Flugblätter, Plakate und Bücher. Für Jungunternehmer besteht die Möglichkeit, Firmenlogos von der Grafikabteilung entwickeln zu lassen.

## Der Osttiroler Bote ab 2024
Im Jahr 2024 verabschiedete der Osttiroler Bote Chefredakteur Robert Hatzer in den Ruhestand. Ihm folgte Michael Egger, der bis dahin bei der Kleinen Zeitung tätig war. Im November 2024 ging der Osttiroler Bote mit der neuen Online-Plattform osttirolerbote.at online. Seit dem Jahr 2025 veröffentlicht der Verlag im Zwei-Wochen-Rhythmus den Podcast "SEM WOLL". 

## Blattlinie
„Der ‚Osttiroler Bote‘ ist eine Wochenzeitung, dient als Informationsmedium für den Bezirk Lienz/Osttirol und möchte zur konstruktiven Entwicklung der Region beitragen. Er beinhaltet die monatliche Beilage der ‚Osttiroler Heimatblätter‘.“

## Auszeichnungen
Die Fachzeitschrift „Der Österreichische Journalist“ kürte den Osttiroler Boten zum Jahreswechsel 2005/2006 zur besten Lokalzeitung Nord-, Süd- und Osttirols. Mit einem Wert von 14 Punkten (max. 15) setzte sich die Zeitung gegen 17 weitere Konkurrenten in dieser Kategorie durch.